# Сенегалска мобула
Сенегалските мобули (Mobula hypostoma) са вид хрущялни риби от семейство Орлови скатове (Myliobatidae).
Таксонът е описан за пръв път от Едуард Натаниъл Банкрофт през 1831 година.